# Guilherme Choco
Guilherme de Souza (Mogi das Cruzes, 18 de janeiro de 1990), conhecido como Choco, é um futebolista brasileiro, que normalmente joga na lateral-direita, mas também pode jogar no meio-campo.

## Carreira
Choco passou pelo Santos FC, onde chegou a jogar uma Copa São Paulo ao lado de Neymar.
Em 7 de janeiro de 2011, ele se transferiu do Santos para o clube búlgaro do Ludogorets Razgrad, assinando um contrato de três e anos e meio, tornando-se a primeira contratação estrangeira da equipe da era Kiril Domuschiev.
Permaneceu no clube de 2011 até 2015.
Ainda em 2015, atuou pelo APOEL.
Em 23 de dezembro de 2015, ele mudou de volta para seu país e assinou um contrato com o Sampaio Corrêa.
Em março de 2016, foi contratado pelo Itabaiana. A partir de maio de 2016, o atleta transferiu-se novamente para o futebol búlgaro, mas dessa vez seu destino foi o Montana.
Em 2017, atuou pelo Suduva, da Lituânia, onde foi campeão da liga.
Em 28 de fevereiro de 2018, foi apresentado no Juventude.
Em 2023, foi anunciado pelo Ipatinga.

## Referencias
1. ↑  «Perfil do Atleta Choco do Uniao Luziense Esporte Clube-MG». Confederação Brasileira de Futebol. Consultado em 31 de julho de 2023
2. 1 2 3  «Esporte Clube Juventude - Site Oficial - Notícias». juventude.com.br (em inglês). Consultado em 31 de julho de 2023
3. ↑  Janeiro, Por Felipe Schmidt e Igor Rodrigues*Rio de (1 de outubro de 2014). «Caçula da Champions, Ludogorets teve subida meteórica até pegar Real». globoesporte.com. Consultado em 31 de julho de 2023
4. ↑  «Ludogorets: ousadia, investimento milionário e aposta em brasileiros». Terra. Consultado em 31 de julho de 2023
5. ↑  "Бразилският суперталант подписа с Лудогорец" (in Bulgarian). football24.bg.
6. ↑  "Choco faz planos com a camisa Tricolor" (in Portuguese). sampaiocorreafc.com.br. 23 December 2015.
7. ↑  GloboEsporte.comItabaiana, Por; SE (19 de março de 2016). «Guilherme Choco e Daniel Paraíba reforçam o Itabaiana no Hexagonal». globoesporte.com. Consultado em 31 de julho de 2023
8. ↑  «Juventude apresenta Guilherme Choco». Rádio Caxias - 93,5 FM. Consultado em 31 de julho de 2023
9. ↑  «Choco se diz à disposição do Juventude para o jogo de domingo». GZH. 28 de fevereiro de 2018. Consultado em 31 de julho de 2023
10. ↑  www.diariodoaco.com.br. «Experiência do elenco gera expectativa positiva para campanha do Ipatinga». PORTAL DIÁRIO DO AÇO. Consultado em 31 de julho de 2023